# Phrynobatrachus inexpectatus
Phrynobatrachus inexpectatus är en groddjursart som beskrevs av Malcolm Largen 200. Phrynobatrachus inexpectatus ingår i släktet Phrynobatrachus och familjen Phrynobatrachidae. IUCN kategoriserar arten globalt som otillräckligt studerad. Inga underarter finns listade i Catalogue of Life.